# ¡Hacer!
¡Hacer! (en italiano: Fare!) fue un partido político italiano de centroderecha, fundado en julio de 2015 y liderado por el alcalde de Verona Flavio Tosi, tras su salida de la Liga Norte. En 2022 se unió a Forza Italia.